# Puccinellia pusilla
Puccinellia pusilla är en gräsart som först beskrevs av Eduard Hackel, och fick sitt nu gällande namn av Parodi. Enligt Catalogue of Life ingår Puccinellia pusilla i släktet saltgrässläktet och familjen gräs, men enligt Dyntaxa är tillhörigheten istället släktet saltgrässläktet och familjen gräs. Det är osäkert om arten förekommer i Sverige. Inga underarter finns listade i Catalogue of Life.